# Doleschallia menexema
Doleschallia menexema är en fjärilsart som beskrevs av Hans Fruhstorfer 1912. Doleschallia menexema ingår i släktet Doleschallia och familjen praktfjärilar. Inga underarter finns listade i Catalogue of Life.